# Hermanubis
Hermanubis er en gud, der kombinerer træk fra Hermes (græsk mytologi) og Anubis (ægyptisk mytologi). Hermes og Anubis havde begge ansvaret for at lede sjælene videre til dødsriget.
Han blev afbildet med sjakalhoved på en menneskekrop og bærende Hermes' karakteristiske stav (kendt under navnene: hermesstav, merkurstav, kerykeion og kaduce).
Guden optræder hos såvel Plutarch, som Apulejus fra Madaura.
| Religion | Spire Denne religionsartikel er en spire som bør udbygges. Du er velkommen til at hjælpe Wikipedia ved at udvide den. |